# 列斯加夫特群礁
列斯加夫特群礁是俄羅斯的群礁，屬於法蘭士約瑟夫地群島的一部分，由7個岩礁組成，位於賴涅拉島西北2公里的巴倫支海，由阿爾漢格爾斯克州負責管轄。